# Yonezawa
Yonezawa (米沢市 Yonezawa-shi?) es una ciudad (市, shi) de la prefectura de Yamagata, en Japón. La ciudad fue fundada el 1 de abril de 1889. La población es de 91.704 habitantes para una superficie de 548,74 km² y una densidad de población de 167 h/km², según los datos del censo de 2008.
Durante la época del Shogunato de Tokugawa, Yonezawa era la capital del dominio de Yonezawa-han (米沢藩) del clan Uesugi (上杉氏) por lo que cuenta con un castillo de esa época.

## Ciudades hermanadas
- Brasil, Taubaté, Estado de São Paulo
- Estados Unidos, Moses Lake, Washington